# Jan Serpenti
Jan Serpenti (né le 6 mars 1945 à Bergen) est un coureur cycliste néerlandais. Professionnel de 1969 à 1975, il a remporté une étape du Tour d'Espagne.

## Palmarès
- 1967
  - 5eb étape de la Course de la Paix
- 1968
  - 3e du Tour de Hollande-Septentrionale
- 1970
  - 14e étape du Tour d'Espagne
- 1973
  - 2e du Circuit des régions fruitières

## Résultats sur les grands tours

### Tour de France
1 participation
- 1970 : hors délais (8e étape)

### Tour d'Espagne
1 participation
- 1970 : 51e, vainqueur de la 14e étape